# Donji Dobrun
Donji Dobrun je naseljeno mjesto u općini Višegradu, Republika Srpska, BiH.

## Stanovništvo
Nacionalni sastav stanovništva 1991. godine, bio je sljedeći:
| Narod       | Broj stanovnika |
| ----------- | --------------- |
| Muslimani   | 260             |
| Srbi        | 99              |
| Ostali      | 5               |
| Jugoslaveni | 2               |
| Hrvati      | 1               |
| Ukupno      | 367             |